# Propalo leto
Propalo leto (Пропало лето) è un film del 1963 diretto da Rolan Antonovič Bykov e Nikita Orlov.